# بيلي كورك (لاعب كرة قدم)
بيلي كورك (بالإنجليزية: Billy Crook)‏ (3 أبريل 1964 في الولايات المتحدة - ) هو مدرب كرة قدم ولاعب كرة قدم أمريكي في مركز الدفاع. شارك مع منتخب الولايات المتحدة لكرة القدم. أما مع النوادي، فقد لعب مع سان خوزيه إيرث كويكس وMinnesota Strikers ‏ وبورتلاند تِمبرز ‏ وSeattle Storm (soccer) ‏ وSeattle Sounders (1994–2008) ‏ وCleveland Crunch ‏ وPortland Pride ‏ وPortland Pythons ‏ وSeattle SeaDogs ‏ وTacoma Stars (1983–1992) ‏ وسياتل ساوندرز.

## وصلات خارجية
- بيلي كورك على موقع قاعدة بيانات كرة القدم.إي يو (الإنجليزية)